# Памятник Леониду Трефолеву
Памятник Л. Н. Трефолеву расположен в Ярославле на пересечении улиц Андропова и Трефолева в сквере перед Казанским монастырём.
Скульптор А. Н. Черницкий.

## История создания
Известный ярославский историк и краевед, писатель и поэт Леонид Николаевич Трефолев (1839—1905) родился в уездном городе Любиме Ярославской губернии. Позднее он учился в Ярославле в гимназии, в Демидовском юридическом лицее, после окончания которого работал помощником редактора Ярославских губернских ведомостей, занимался литературной деятельностью. Память о нём решено было увековечить, поставив памятник на улице, где он жил.

## Описание памятника
Памятник представляет собой бюст Л. Н. Трефолева, установленный на строгом прямом постаменте. На постаменте имеются барельефы с изображением героев произведений Л. Трефолева — ярославских горожан, крестьян и, конечно, бурлаков, чью нелёгкую долю описывал поэт. Место выбрано неслучайно. Здесь на бывшей Варваринской улице в 1870-х годах жил и творил Трефолев. В его стихах есть такие строки: «Как на улице Варваринской спит Касьян, мужик Камаринский».
- «Когда я на почте служил ямщиком» — левый барельеф
- «Дубинушка» — барельеф с тыльной стороны постамента
- Правый барельеф